# Relações entre Afeganistão e China
As relações entre Afeganistão e China são as relações diplomáticas estabelecidas entre a República Islâmica do Afeganistão e a República Popular da China. Ambos são vizinhos, com uma extensão de 76 km na fronteira entre os dois países.
Estas relações foram majoritariamente calorosas e amigáveis durante a maior parte do século XX, mas após a invasão soviética do Afeganistão em 1979, as relações deterioraram-se severamente. No século XXI, as relações têm melhorado significativamente.
Ao longo da história, as relações entre o Afeganistão e a China envolveram principalmente o comércio de frutas e chá via caravanas através de Xinjiang e do Corredor de Wakhan, na fronteira entre os dois países.
A República Popular da China estabeleceu relações diplomáticas com o Reino do Afeganistão em 20 de janeiro de 1955.
O premier Zhou Enlai e o vice-premiê He Long visitariam o Afeganistão em janeiro de 1957. Em outubro do mesmo ano, o primeiro-ministro afegão Mohammed Daoud Khan visitou a China a convite dos chineses.
Em 22 de novembro de 1963, China e Afeganistão, assinaram em Pequim o tratado de limites entre a República Popular da China e o Reino do Afeganistão. Esse tratado liquidava o litígio territorial sobre Wakhan controlado pelos afegãos na fronteira entre a província de Badaquistão, no Afeganistão, e a Região Autônoma Uigur de Xinjiang, na China.
A China apoiou a  intervenção dos Estados Unidos contra o território afegão em 2001, relacionando uma suposta ligação entre os separatistas muçulmanos da região de Xinjiang, no noroeste do país, e os militantes talibãs do Afeganistão, visando receber apoio ocidental em relação à política que adota contra os separatistas em Xinjiang.
Após a queda do regime talibã, após a intervenção dos Estados Unidos em 2001, as relações entre a China e o Afeganistão melhoraram muito e foram restabelecidas.
Desde 2010, a China aumentou sua ajuda econômica e investimento no Afeganistão, nomeadamente com o anúncio pela Corporação Metalúrgica da China (MCC) de US$ 3,5 bilhões para desenvolver as minas de cobre de Aynak. A China tem o potencial de fazer contribuições importantes para a estabilidade do Afeganistão. Estatais, empresas chinesas podem ajudar a pavimentar o caminho para futuros investimentos. Os chineses também desfrutam de uma relação mais positiva com os afegãos, tornando seus investimentos menos propensos a ser alvo de ataques de insurgentes.